# Michal Botlík
Michal Botlík (* 2. dubna 1956) je bývalý československý fotbalista.

## Fotbalová kariéra
V lize hrál za Slavii Praha. V československé lize nastoupil ve 13 utkáních a dal 1 gól. Ve druhé lize hrál za Dynamo České Budějovice.

## Ligová bilance
| Ročník                                   | Zápasy | Góly | Klub                    |
| ---------------------------------------- | ------ | ---- | ----------------------- |
| 1. česká národní liga 1981/82            | 17     | 1    | Dynamo České Budějovice |
| 1. česká národní liga 1982/83            | 13     | 0    | Dynamo České Budějovice |
| 1. československá fotbalová liga 1983/84 | 13     | 1    | Slavia Praha            |
| CELKEM                                   | 43     | 2    |                         |